# Ácido angélico
El ácido angélico es un ácido orgánico monocarboxílico insaturado con fórmula C5H8O2. Se encuentra sobre todo en las plantas de la familia Apiaceae. El farmacéutico alemán Ludwig Andreas Buchner aisló el ácido angélico en 1842 a partir de las raíces de Angelica archangelica, lo que dio su nombre a este compuesto. El ácido angélico es un sólido volátil, con un sabor penetrante y un olor agrio picante. Se trata del isómero cis del ácido 2-metil-2-butenoico, que se convierte fácilmente en el isómero trans, el ácido tíglico, tras calentamiento o reacción con ácidos inorgánicos. La transformación inversa es más difícil de conseguir. Las sales y ésteres del ácido angélico se llaman angelatos. Los ésteres del ácido angélico son los componentes medicinales activos de hierbas utilizadas contra una amplia gama de alteraciones de la salud, que incluyen dolores, fiebre, gota, ardor de estómago, etc

## Presencia
El ácido angélico se produce en las raíces de muchas plantas, especialmente de la familia Apiaceae, incluyendo Angelica archangelica, Peucedanum ostruthium, Levisticum officinale, Euryangium sumbul y Laserpitium latifolium. En esta última está presente en la resina llamada laserpicium, y también contiene ácido angélico el aceite de zanahoria . También puede extraerse del aceite de manzanilla, de hecho un 85% del aceite de manzanilla romana (Anthemis nobilis) se compone de ésteres de ácidos angélico y tíglico. También contiene angelato de isobutilo y de amilo. El contenido de ácido es más alto en Angelica archangelica donde alcanza un 0,3%.